# Liubímivka (Crimea)
Liubímivka (en (ucraïnès): Любимівка, en rus: Любимовка, Liubímovka) és un poble de la República Autònoma de Crimea a Ucraïna, que el 2014 tenia 284 habitants. Pertany al districte de Nijnegorski.